# Magnus Jonsson
Kjell Magnus Jonsson (Sollefteå, 4 de abril de 1982) es un deportista sueco que compitió en biatlón. Ganó una medalla de bronce en el Campeonato Mundial de Biatlón de 2011, en la prueba de relevo.

## Palmarés internacional
| Campeonato Mundial | Campeonato Mundial    | Campeonato Mundial | Campeonato Mundial |
| Año                | Lugar                 | Medalla            | Prueba             |
| ------------------ | --------------------- | ------------------ | ------------------ |
| 2011               | Janty-Mansisk (Rusia) | Medalla de bronce  | Relevo             |